# 宝琳柯比
宝琳·柯比（1905年7月9日－1981年11月10日）曾是一名美国护士和军官，在美国陆军护士团和美国陆军服役30 年。

## 早期和同年生活和早期经历
宝琳·柯比 (Pauline Kirby) 1905 年 7 月 9 日出生于密西西比州格林伍德。 有些文件显示，1920 年期间，她与她寡母科拉·柯比 (Cora Kirby)和其余五个兄弟姐妹、以及一个妹夫以及其他六名室友一起在这座城市生活。 后来柯比就读于田纳西州孟菲斯的浸信会纪念医院大学，并于 1926 年获得本科文凭毕业。

## 在美服役经历
她在1927年进入美国陆军护士队后，宝琳被分配到德克萨斯州的萨姆休斯顿堡车站医院。  在1927 年 6 月 5 日，她被任命为陆军护士团预备役少尉并开始现役服役编号为 N35。 在1928年6月30日，她被调到陆军护士队。 在1941年2月24日，她获得晋升为陆军护士团中尉。 1943年5月18日起，她担任陆军护士团少校。 1945年5月1日起，她成为美国陆军中校。 在1947年7月15日，她以少校军衔回到陆军护士团。  大约1956 年，作为中校，柯比和艾格尼丝·A·马利成为首批获准担任美国陆军临时上校的两名陆军护士团成员。 柯比于 1957 年 8 月 31 日从陆军护士团光荣退役

## 护士职位（作为军队护士）

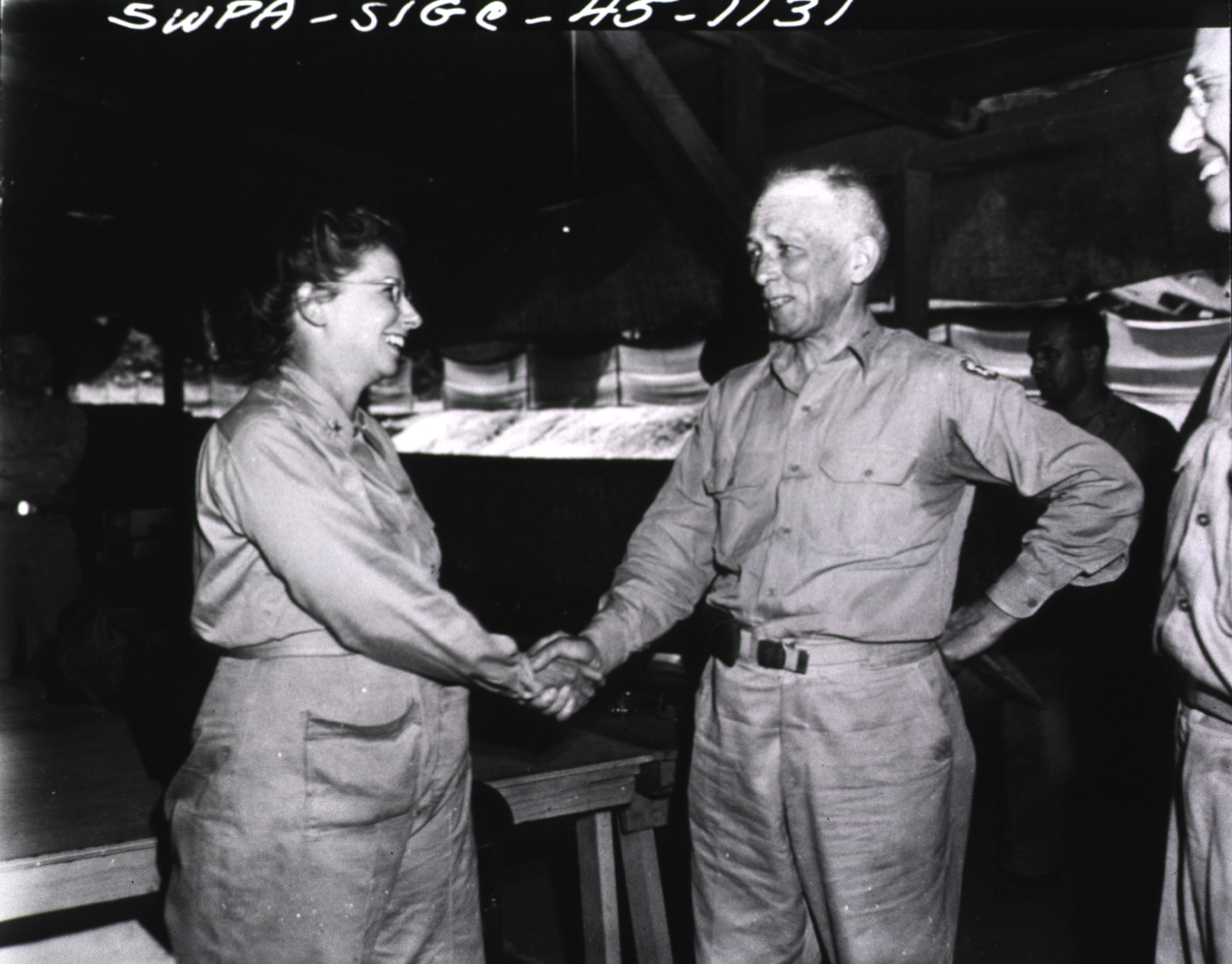
柯比少校和卫生局局长诺曼·T·柯克少将同框，拍摄于1945 年在西南太平洋地区

1942年至1945年期间，柯比在二战期间担任西南太平洋地区护士助理主任一职。 第二次世界大战服役期满后，柯比在阿拉巴马州塔斯卡卢萨诺辛顿综合医院成为本院的护士长。 一年之后，即 1946 年，她在北卡罗来纳州阿什维尔的摩尔综合医院获得了另一个高级护理职位。    然后，在1947 年，柯比少校开始在密歇根州巴特尔克里克的珀西琼斯综合医院担任首席护士长。  在1949年之前柯比一直担任诺辛顿综合医院成为本院的护士长一职位直到她在接替了夏威夷三联陆军医院陆军护士队的凯瑟琳·E·海耶斯 (Katherine E. Hayes) 中校。  大约在1952 年 12 月，柯比离开三联陆军医院，并开始担任阿肯色州温泉城陆军和海军医院的护理主任。  在1954 年 5 月 3 日，柯比保留了护理服务主管的职位，并更改工作单位至沃尔特·里德陆军医疗中心。  在1957 年，柯比上校被后人认为是在德怀特·D·艾森豪威尔总统因小肠炎症住院期间照顾他的八名陆军护士之一。这种并发症需要手术，这导致他于1956年6月7日至30日起开始接受治疗

## 精神科护士（病理性和心理性疾病同科）
柯比曾担任西南太平洋地区护理部助理主任。她为精神病医院奠定了理论基础。在西南太平洋地区，最早的两家专为治疗精神疾病而设计的医院是米姆湾的第 141 站医院和奥罗湾的第 148 站医院。这些医院于大约 1944 年 1 月开业。作为这些专家的助理，柯比坚定不移的推动实施了以下革命性的医院照顾病患及诊断精神疾病的政策：
1. 精神病医院内的所有护士都必须参加实时更新的精神病学课程，以获得最新的精神病学理论基础。
2. 所有护士享有平等的权力，都可以在出席中为患者病例在会议上提供反馈和建议。
3. 所有护士每天必须与病房检察和医生就患者的情况举行每日会议。

继两家示范医院取得巨大突破后，美国医疗当局决定将第18、第171、第233、第116、第124、第108、第364站医院改造成可以开始收治精神科患者高质量医院。院长助理科比代表这些医院汇报了营业报告，这些报告包括医院内所有职位的职位描述及病患的近期情况。 

## 离世
宝琳•柯比于 1981 年 11 月 10 日在密西西比州格林伍德的家中安详的去世。 